# 다리뇌

다리뇌의 위치

다리뇌 또는 교뇌(橋腦, pons 또는 pons Varolii)는 중간뇌와 숨뇌 사이 뇌줄기에 존재해 앞쪽으로 돌출되어 있다. 다리뇌의 주요 작용은 소뇌와 대뇌 사이의 정보전달을 중계하는 것이며 숨뇌와 함께 호흡을 조절하는 호흡중추의 역할을 하기도 한다.
아래로는 숨뇌와 경계하고 위로는 중간뇌와 경계한다. 뒤로는 소뇌와 중소뇌각을 통해 연락한다.
감각 및 운동 정보를 중계하는 곳이기도 하다. 그래서 축삭돌기로 이루어진 백질로 구성된다.
내부는 2부분으로 구분되는데 배측피개와 복측 기부로 이루어져있으며 이 둘은 소뇌을 기준으로 마름모꼴 구조물인 능형체를 등쪽 가운데로 놓고 이에 의해 나뉜다. 능형체는 배측 밑 복측 능형체핵을 가지고 있다. 배측 피개에는 뇌신경 제5부터 8까지의 신경핵이 존재한다.

## 기능
교뇌는 5번부터 8번 뇌신경까지 총 4개의 뇌신경과 관련이 있는데, 각각 호흡 조절, 불수의적 행동의 조절, 청각, 평형감각, 미각과 같은 감각 기능, 촉각, 통증과 같은 얼굴 감각, 눈 움직임, 얼굴 표정, 저작(씹기), 삼킴, 타액 및 눈물 분비와 같은 운동 기능과 관련된 신경들이다.
교뇌에는 앞뇌(forebrain)에서 소뇌로 신호를 전달하는 신경핵이 있는데, 다음과 같은 다양한 기능을 담당하는 핵도 포함되어 있다.
- 수면
- 호흡
- 삼킴
- 방광 조절
- 청각 및 평형감각
- 미각
- 눈 움직임
- 얼굴 표정 및 감각
- 자세(posture)

교뇌 내에는 아교교하부핵(subparabrachial nucleus)과 내측교하부핵(medial parabrachial nucleus)으로 구성된 흡기억제중추(pneumotaxic center)가 존재하며, 이는 흡기에서 호기로의 전환을 조절한다.
또한, 교뇌는 수면 마비와도 관련이 있으며, 꿈을 생성하는 데에도 역할을 할 수 있다.

## 같이 보기
- 앞뇌 (forebrain, prosencephalon, 전뇌)

- 끝뇌 (telencephalon, 종뇌)
- 사이뇌 (diencephalon, 간뇌)

- 중간뇌 (midbrain, mesencephalon, 중뇌)
- 마름뇌 (hindbrain, rhombencephalon, 후뇌)

- 뒤뇌 (metencephalon)

- 다리뇌 (pons)
- 소뇌 (cerebellum)

- 숨뇌 (myelencephalon, medulla oblongata, 연수)

- 뇌들보